# Сирийз (град, Калифорния)
Сирийз (на английски: Ceres) е град в окръг Станислос, щата Калифорния, САЩ. Сирийз е с население от 48 697 жители (по приблизителна оценка от 2017 г.) и обща площ от 18 km². Намира се на 28 m надморска височина. ЗИП кодовете му са 95307, а телефонният му код е 209.